# Dolichos homblei
Dolichos homblei är en ärtväxtart som beskrevs av De Wild. Dolichos homblei ingår i släktet Dolichos och familjen ärtväxter. Inga underarter finns listade i Catalogue of Life.